# Lliga catalana de futbol femenina
La Lliga catalana de futbol femenina fou una competició esportiva de clubs de futbol femenins catalans. De caràcter anual, se celebrà per primer cop la temporada 1980-81.
Prèviament, durant la dècada del 1970 es disputaren diversos campionats de Catalunya oficiosos, com la Copa Pernod (1971), la Copa Primavera de Educación y Descanso o el Trofeu Ràdio Miramar (1974), que no tingueren gaire ressò ni continuïtat. Desprès d'anys de reivindicació, l'octubre de 1980 el futbol femení es federà dins de la Federació Espanyola de Futbol i el desembre del mateix any la Federació Catalana de Futbol creà el Comitè de futbol femení. D'aquesta forma, es permeté que es disputessin les primeres competicions oficials, com la Lliga catalana i la Copa Generalitat. Alhora, també van néixer nous clubs federats que augmentà el nombre de participants i futbolistes. La primera Lliga catalana se celebrà la temporada 1980-81, del 15 de febrer fins al 24 de maig de 1981. Hi participaren dotze equips: Penya Femenina Barcelonista, Reial Club Deportiu Espanyol, l'Atlètic Gramenet, UD Tarraco, AV Granollers, CF Viladecavalls, PFB Horta, FF Ciutat Comtal, Viviendas del Congreso, Futbol Femení Catalunya, Centre d'Esports Sabadell i CF Sant Adrià. El FF Catalunya es proclamà primer campió de la competició.
Des del 1983, els dos primers classificats tenien dret a participar en la fase final del Campionat d'Espanya. Amb la instauració de la Lliga espanyola la temporada 1988-89, les competicions catalanes foren disputades per clubs de categoria inferior i quedaren relegades a un segon pla.

## Historial
| Edició | Temp.   | Campió                        | Subcampió                 | Ref.          |
| ------ | ------- | ----------------------------- | ------------------------- | ------------- |
| I      | 1980-81 | FF Catalunya (1)              |                           | [ 6 ]         |
| II     | 1981-82 | FF Catalunya (2)              | PFB Horta                 | [ 7 ] [ 8 ]   |
| III    | 1982-83 | PB Barcilona Deco Parquet (1) |                           | [ 4 ]         |
| IV     | 1983-84 | PB Barcilona Deco Parquet (2) |                           | [ 4 ]         |
| V      | 1984-85 | PB Barcilona Deco Parquet (3) | FF Vallès Occidental      | [ 1 ]         |
| VI     | 1985-86 | PB Barcilona Deco Parquet (4) | FF Vallès Occidental      | [ 9 ]         |
| VII    | 1986-87 | FF Vallès Occidental (1)      | PB Barcilona Deco Parquet | [ 10 ] [ 11 ] |
| VIII   | 1987-88 | FF Vallès Occidental (2)      | RCD Espanyol              | [ 12 ] [ 11 ] |
| IX     | 1988-89 | FF Athenas (1)                | FF Torroella              | [ 13 ]        |